# Roberta Gemma
Roberta Gemma (Marino, 15 de desembre de 1980) és una actriu pornogràfica, ballarina i model eròtica italiana.

## Biografia
Roberta, el nom real de la qual és Floriana Panella, va néixer el desembre de 1980 a la ciutat de Marino a la regió del Laci. Va començar a treballar com a empleada de neteja en una empresa a Roma. El 2003 va enviar unes fotografies artístiques a un portal web especialitzat el premi del qual era aparèixer en el calendari de la revista mensual Max. Les seves imatges van tenir un èxit considerable, i aviat va començar a actuar en espectacles de striptease, primer en clubs de Roma i després en altres llocs de la península italiana.
Va debutar al món de la pornografia el 2005 amb a la productora CentoxCento, per qui va protagonitzar dues de les seves primeres pel·lícules: Vengooo... i Lesbo Italia. Obtingué especial rellevància internacional el 2006 quan va protagonitzar Order, de Francesco Fanelli, amb la qual va guanyar en els Eroticline Awards el premi a la Millor estrella revelació internacional. Va ser en aquesta època quan va començar a emprar el pseudònim «Roberta Missoni», que va haver de retirar després de la denúncia d'una marca d'alta costura italiana, moment en què va canviar-lo pel seu nom professional Roberta Gemma.
Va guanyar diversos premis Eroticline Awards al llarg dels anys següents, i va participar en xous eròtics, programes de televisió, videoclips i en festivals com a model eròtica tant a Europa com als Estats Units.
Algunes pel·lícules de la seva filmografia són Glamur Dolls 4, Miami MILFs 6, MILFS Like It Black 2, Night of the Living Whores, Simply Roberta o Submissive - Tale of A Secretary, La Ciociara (Mario Saleri, 2017).
Fins a l'actualitat, ha treballat en més de 40 pel·lícules.

## Premis i nominacions
| Any  | Cerimònia         | Resultat  | Premi                                   | Treball |
| ---- | ----------------- | --------- | --------------------------------------- | ------- |
| 2006 | Eroticline Awards | Guanyador | Millor estrella revelació internacional | Order   |
| 2007 | Eroticline Awards | Guanyador | Millor actriu (Premi del jurat)         | —       |
| 2008 | Eroticline Awards | Guanyador | Millor Cross Over internacional         | —       |
| 2010 | Eroticline Awards | Guanyador | Millor actriu                           | —       |
| 2011 | Eroticline Awards | Guanyador | Millor estre internacional              | —       |
| 2012 | Eroticline Awards | Guanyador | Millor Cross Over internacional         | —       |

## Videoclips
- «La fine del mondo» de Marsh Mallows (2008)
- «This is not a Brothel»[11] de This is not a Brothel (2013)
- «Zany Zoo»[12] de This is not a Brothel (2014)
- «Badman» d'Eva Rea (2015)